# Kardinalsystem

Kennzeichnung von Gefahrenstellen mit kardinalen Seezeichen

Mit Kardinalsystem (von cardinalis (lat.) = „wichtig, vorzüglich“) bezeichnet man in der Schifffahrt ein System zur Kennzeichnung von Hindernissen oder Untiefen mittels richtungsbezeichnender Seezeichen. Dabei werden Tonnen (auch Untiefentonnen, Kardinaltonnen, Wracktonnen oder Gefahrentonnen genannt), Baken oder einfache Stangen verwendet.
Die Kennzeichnung von Fahrwassern mit einer seitlichen Betonnung erfolgt nach dem Lateralsystem.
Der Bereich um das Hindernis wird in vier Quadranten aufgeteilt, die jeweils einer Himmelsrichtung entsprechen. Der jeweilige Quadrant wird durch eine Kardinaltonne markiert, deren Kennzeichnung angibt, wo sie relativ zum Hindernis liegt und an welcher Seite sie also zu umfahren ist. In der Praxis ist zu beachten, dass nicht alle vier Quadranten bezeichnet sein müssen. Meist ist nur einer der Quadranten bezeichnet. Beispielsweise wird eine der Küste vorgelagerte und mit der Küste verbundene Untiefe nur außen mit einem Kardinalzeichen bezeichnet.

## Gestaltung und Befeuerung
Kardinale Seezeichen haben als Toppzeichen zwei Kegel und sind waagerecht in den Farben Schwarz und Gelb gestreift. Als Befeuerung können Kardinaltonnen ein weißes Funkelfeuer mit 60 Blitzen pro Minute (Abkürzung: Q „quick“) oder schnelles Funkelfeuer mit 120 Blitzen pro Minute (Abkürzung: VQ „very quick“) tragen. Die Lichtintervalle geben ebenfalls den Quadranten an. Die Kennung der Tonne im Nordquadranten ist ein nicht unterbrochenes Funkelfeuer; die Lichtzeichen der Tonnen der übrigen Quadranten entsprechen den Ziffern auf einer Uhr. Der Kennung für den Südquadranten wird zur Hervorhebung ein zusätzlicher Blink beigefügt. Zur besseren Unterscheidung werden nahe beieinander liegende Hindernisse abwechselnd mit Q oder VQ befeuert.
Die Spitzen der Toppzeichen der Tonne und der Körper der Tonne mit schwarz-gelbem Anstrich markiert geben an, wo sich die Tonne bezogen auf die Gefahrenstelle befindet.
Kegel und Farben korrespondieren so, dass die Kegel in Richtung des Schwarz zeigen (nach oben, außen, unten oder innen).
Bei neuen Gefahrenstellen kann laut Seeschifffahrtsstraßen-Ordnung „wegen besonderer Umstände mindestens ein Sichtzeichen doppelt und ggf. mit einer Radarantwortbake der Kennung 'D' versehen sein.“

B.15a Nord-Kardinal-Zeichen
B.15b Ost-Kardinal-Zeichen
B.15c Süd-Kardinal-Zeichen
B.15d West-Kardinal-Zeichen

### Befeuerung von Kardinalzeichen
- B.15 Gefahrenstellen 
 Nord: Q 
 Ost:   Q(3)10s 
 Süd:   Q(6)+LFl.15s 
 West: Q(9)15s
- B.15a Nord-Kardinal-Zeichen 
 Q 
 = ununterbrochene Blitze 
 1 Blitz pro Sekunde
- B.15b Ost-Kardinal-Zeichen 
 Q(3)10s 
 = 3 Blitze + Pause 
 in 10 Sekunden

B.15c Süd-Kardinal-Zeichen Q(6)+LFl.15s
B.15a Nord-Kardinal-Zeichen Q ununterbrochene Blitze 1 Blitz pro Sekunde
B.15b Ost-Kardinal-Zeichen Q(3)10s 3 Blitze + Pause in 10 Sekunden
B.15c Süd-Kardinal-Zeichen Q(6)+LFl.15s 6 Blitze + 1 Blink + Pause in 15 Sekunden
B.15d West-Kardinal-Zeichen Q(9)15s 9 Blitze + Pause in 15 Sekunden
 = 6 Blitze + 1 Blink + Pause 
 in 15 Sekunden
- B.15d West-Kardinal-Zeichen 
 Q(9)15s 
 = 9 Blitze + Pause 
 in 15 Sekunden

- Norden: schwarz-gelb; beide Kegel zeigen nach oben (quasi nach Norden), ununterbrochenes Funkellicht
- Osten: schwarz-gelb-schwarz; beide Kegel stehen mit der Basis zueinander (optisch wie der Buchstabe „O“ für Osten), Gruppen von 3 Blitzen
- Süden: gelb-schwarz; beide Kegel zeigen nach unten (quasi nach Süden), Gruppen von 6 Blitzen und ein Blink
- Westen: gelb-schwarz-gelb; beide Kegel stehen mit der Spitze zueinander (optisch wie der um 90° rotierte Buchstabe „W“ für Westen), Gruppen von 9 Blitzen.[2]

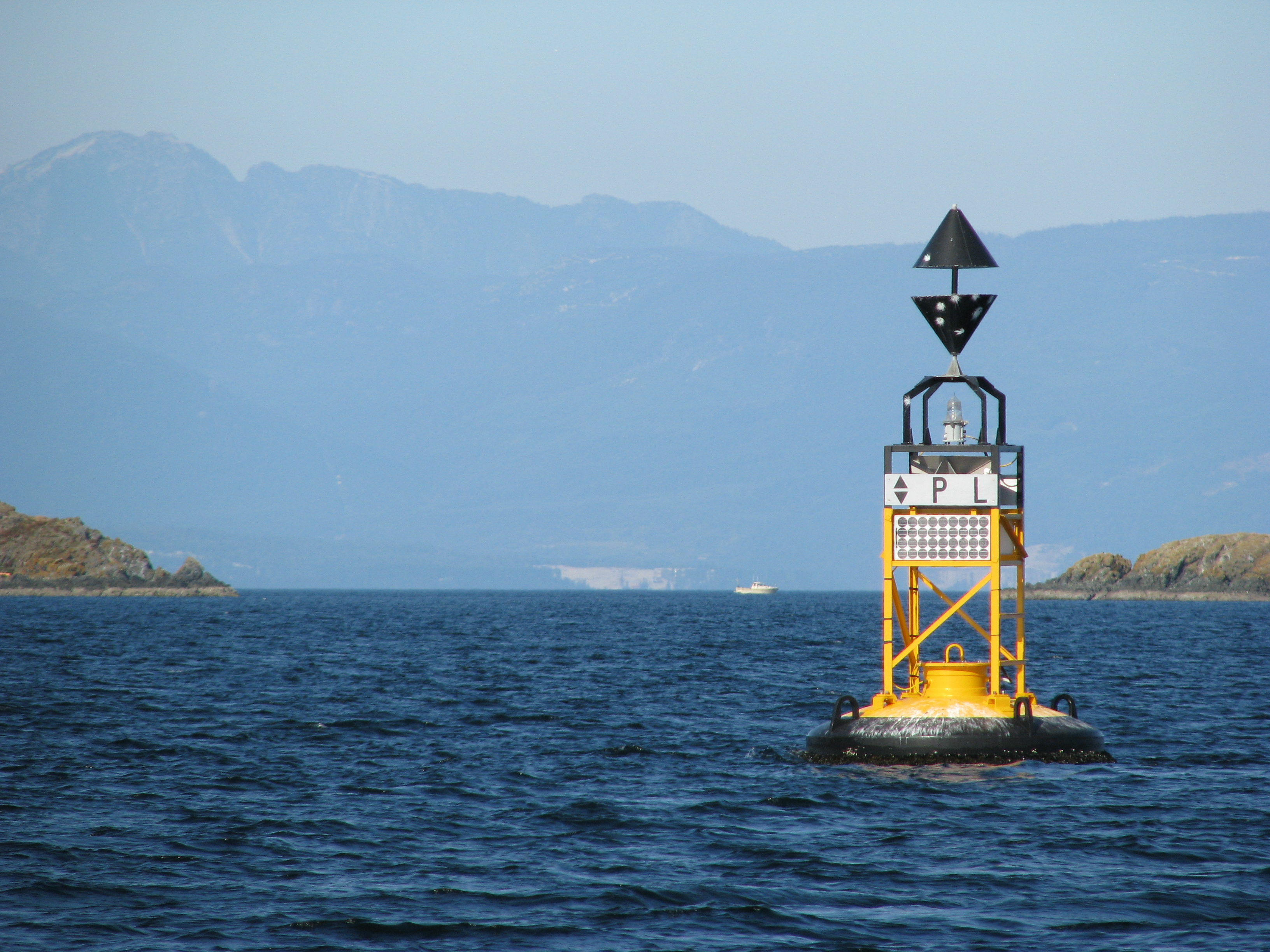
Östliche Kardinaltonne in British Columbia
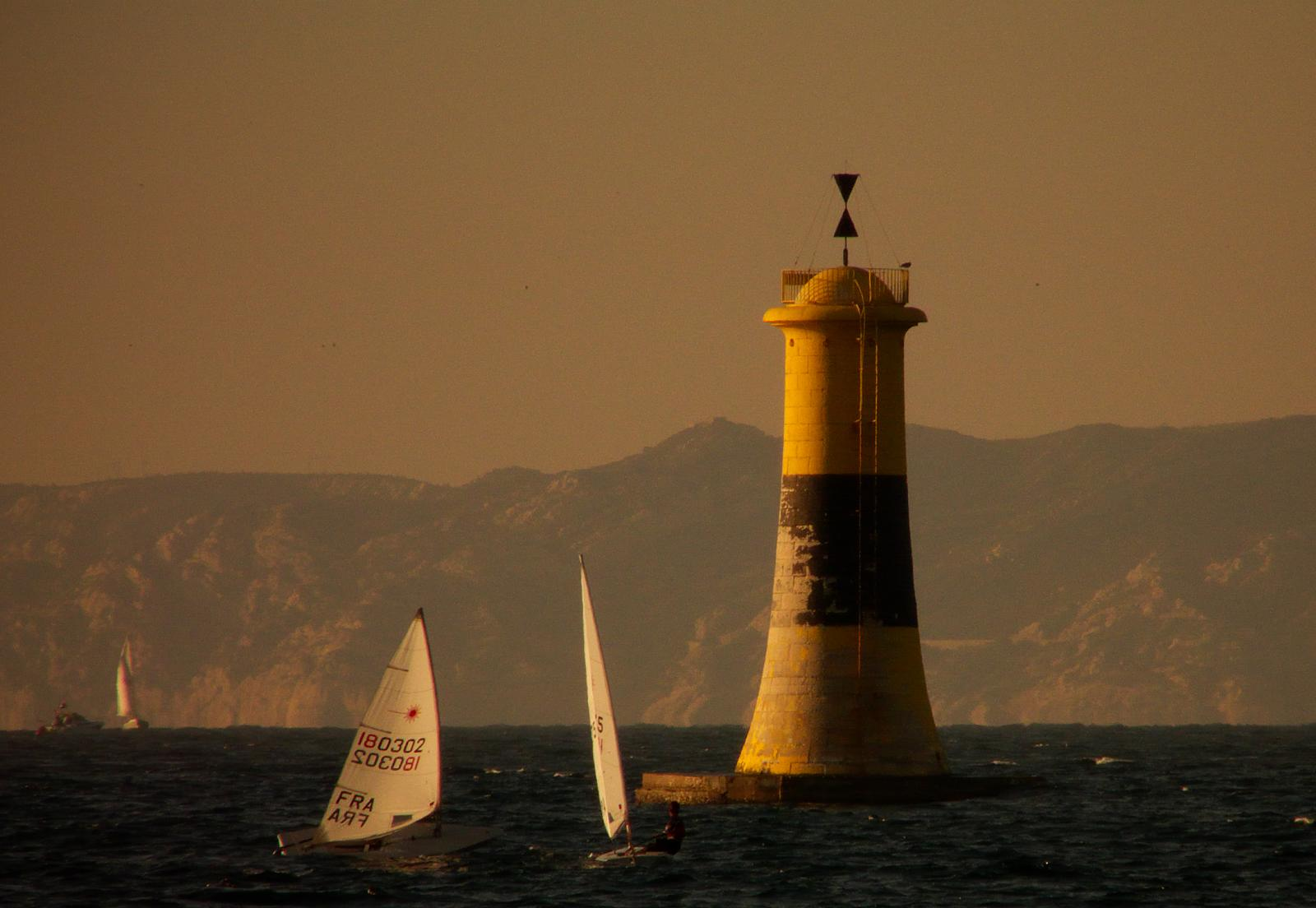
Westliches Kardinalzeichen vor Marseille
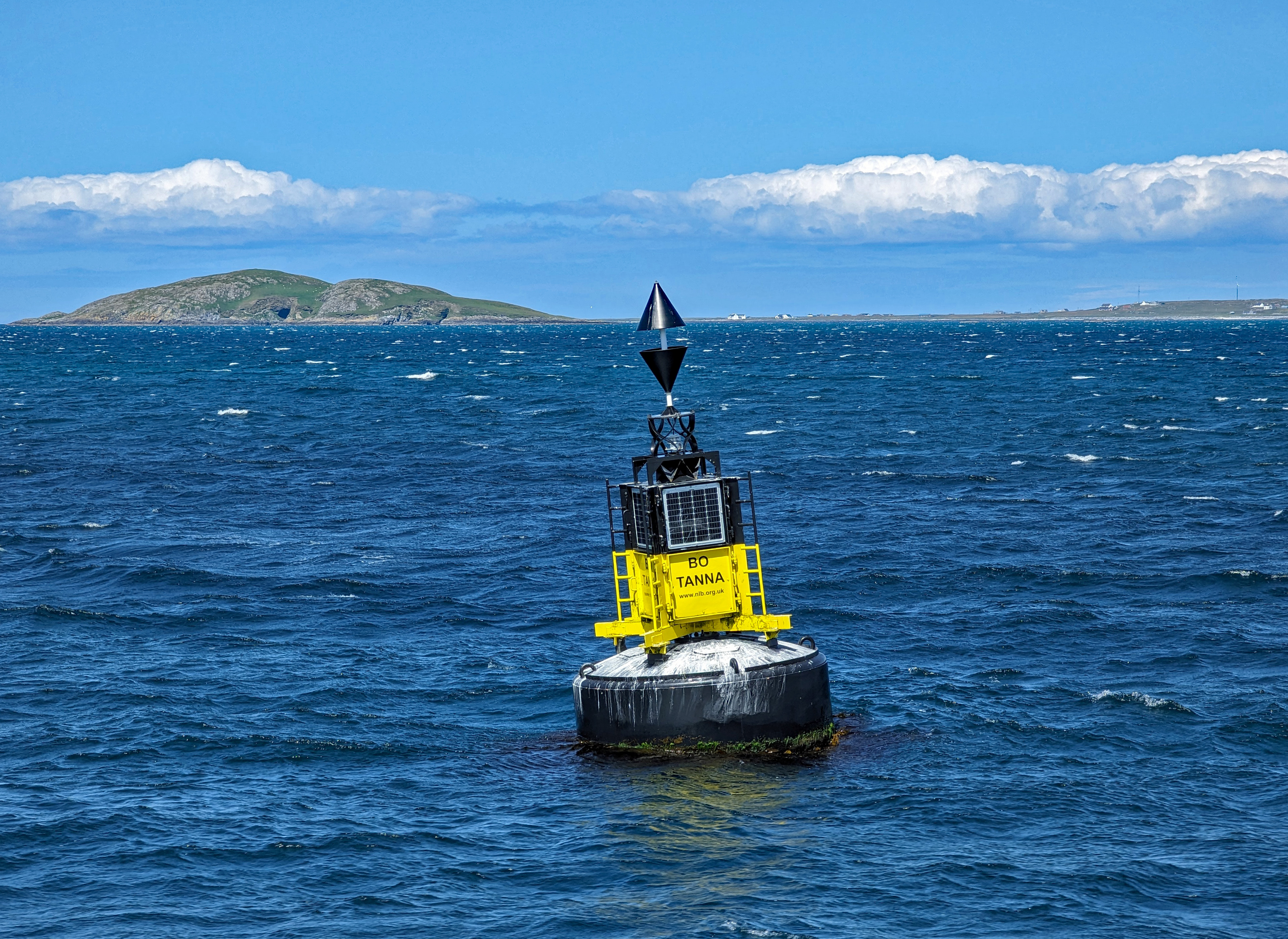
Östliche Kardinaltonne Bo Tanna an einer Sandbank vor der Insel Barra

## Einzelgefahrzeichen

B.15e Einzelgefahrenstelle

Das Einzelgefahrzeichen ist kein Kardinalzeichen, bezeichnet aber ebenfalls eine Gefahrenstelle. Es ist gekennzeichnet mit zwei schwarzen Bällen als Toppzeichen, Gruppen von zwei Blinks (sofern befeuert) und einem oder international auch mehreren horizontalen roten Streifen.